# Bangladeschische Cricket-Nationalmannschaft in Neuseeland in der Saison 2023/24
Die Tour der bangladeschischen Cricket-Nationalmannschaft nach Neuseeland in der Saison 2023/24 fand vom 17. bis zum 31. Dezember 2023 statt. Die internationale Cricket-Tour war Bestandteil der Internationalen Cricket-Saison 2023/24 und umfasste drei ODIs und drei Twenty20s. Neuseeland gewann die ODI-Serie 2−1, während die Twenty20-Serie unentschieden 1−1 endete.

## Vorgeschichte
Zuvor spielten beiden Teams gegeneinander eine Tour in Bangladesch, wobei eine Test-Serie 1–1 unentschieden endete, nachdem Neuseeland eine ODI-Serie mit 2–0 gewinnen konnte.

## Stadien
Die folgenden Stadien wurden für die Tour als Austragungsort vorgesehen.
| Stadion         | Stadt           | Kapazität | Spiele         |
| --------------- | --------------- | --------- | -------------- |
| University Oval | Dunedin         | 06.000    | 1. ODI         |
| Bay Oval        | Mount Maunganui | 10.000    | 2. & 3. T20    |
| McLean Park     | Napier          | 19.700    | 3. ODI; 1. T20 |
| Saxton Oval     | Nelson          | 06.000    | 2. ODI         |

## Kaderlisten
Bangladesch benannte seinen Kader am 30. November 2023.
Neuseeland benannte seinen ODI-Kader am 7. Dezember 2023 und seinen Twenty20-Kader am 17. Dezember 2023.
| ODI | ODI | Twenty20 | Twenty20 |
| Neuseeland | Bangladesch | Neuseeland | Bangladesch |
| --- | --- | --- | --- |
| - Tom Latham (K) - Adithya Ashok - Finn Allen - Tom Blundell (wk) - Mark Chapman - Josh Clarkson - Jacob Duffy - Kyle Jamieson - Adam Milne - Henry Nicholls - William O’Rourke - Rachin Ravindra - Ben Sears - Ish Sodhi - Will Young | - Najmul Hossain Shanto (K) - Mehidy Hasan Miraz (VK) - Afif Hossain - Anamul Haque (wk) - Hasan Mahmud - Litton Das (wk) - Mushfiqur Rahim (wk) - Mustafizur Rahman - Rakibul Hasan - Rishad Hossain - Shoriful Islam - Soumya Sarkar - Tanzid Hasan - Tanzim Hasan Sakib - Towhid Hridoy | - Mitchell Santner (K) - Kane Williamson (K) - Finn Allen - Mark Chapman - Jacob Duffy - Kyle Jamieson - Adam Milne - Daryl Mitchell - James Neesham - Glenn Phillips - Rachin Ravindra - Ben Sears - Tim Seifert - Ish Sodhi - Tim Southee | - Najmul Hossain Shanto (K) - Mehidy Hasan Miraz (VK) - Afif Hossain - Hasan Mahmud - Litton Das (wk) - Mahedi Hasan - Mustafizur Rahman - Rishad Hossain - Rony Talukdar - Shamim Hossain - Shoriful Islam - Soumya Sarkar - Tanvir Islam - Tanzim Hasan Sakib - Towhid Hridoy |

## Tour Matches
| 14. Dezember Scorecard | Lincoln | Bangladeshis 334 (49.5)          | – | New Zealand XI 308 (49.2) |
|                        |         | Bangladeshis gewinnt mit 26 Runs |   |                           |

## One-Day Internationals

### Erstes ODI in Dunedin
| 17. Dezember Scorecard | Dunedin | Neuseeland 239-7 (30/30)                    | – | Bangladesch 200-9 (30/30) |
|                        |         | Neuseeland gewinnt mit 44 Runs (D/L method) |   |                           |

Bangladesch gewann den Münzwurf und entschied sich als Feldmannschaft zu beginnen. Als Spieler des Spiels wurde Will Young ausgezeichnet. 

### Zweites ODI in Nelson
| 20. Dezember Scorecard | Nelson | Bangladesch 291 (49.5)           | – | Neuseeland 296-3 (46.2) |
|                        |        | Neuseeland gewinnt mit 7 Wickets |   |                         |

Neuseeland gewann den Münzwurf und entschied sich als Feldmannschaft zu beginnen. Als Spieler des Spiels wurde Soumya Sarkar ausgezeichnet. 

### Drittes ODI in Napier
| 23. Dezember Scorecard | Napier | Neuseeland 98 (31.4)              | – | Bangladesch 99-1 (15.1) |
|                        |        | Bangladesch gewinnt mit 9 Wickets |   |                         |

Bangladesch gewann den Münzwurf und entschied sich als Feldmannschaft zu beginnen. Als Spieler des Spiels wurde Tanzim Hasan Sakib ausgezeichnet. 

## Twenty20 Internationals

### Erstes Twenty20 in Napier
| 27. Dezember Scorecard | Napier | Neuseeland 134-9 (20)             | – | Bangladesch 137-5 (18.4) |
|                        |        | Bangladesch gewinnt mit 5 Wickets |   |                          |

Bangladesch gewann den Münzwurf und entschied sich als Feldmannschaft zu beginnen. Als Spieler des Spiels wurde Mahedi Hasan ausgezeichnet.

### Zweites Twenty20 in Mount Maunganui
| 29. Dezember Scorecard | Mount Maunganui | Neuseeland 72-2 (11) | – | Bangladesch |
|                        |                 | No Result            |   |             |

Bangladesch gewann den Münzwurf und entschied sich als Feldmannschaft zu beginnen. Spiel wurde auf Grund von Regenfällen abgebrochen.

### Drittes Twenty20 in Mount Maunganui
| 31. Dezember Scorecard | Mount Maunganui | Bangladesch 110 (19.2)                      | – | Neuseeland 95-5 (14.4/14.4) |
|                        |                 | Neuseeland gewinnt mit 17 Runs (D/L method) |   |                             |

Neuseeland gewann den Münzwurf und entschied sich als Schlagmannschaft zu beginnen. Das Spiel wurde auf Grund von Regenfällen abgebrochen. Als Spieler des Spiels wurde Mitchell Santner ausgezeichnet.

## Auszeichnungen

### Player of the Series
Als Player of the Series wurden der folgende Spieler ausgezeichnet.
| Serie   | Player of the Series |
| ------- | -------------------- |
| ODI     | Will Young           |
| Tweny20 | Shoriful Islam       |

### Player of the Match
Als Player of the Match wurden die folgenden Spieler ausgezeichnet.
| Spiel       | Player of the Match |
| ----------- | ------------------- |
| 1. ODI      | Will Young          |
| 2. ODI      | Soumya Sarkar       |
| 3. ODI      | Tanzim Hasan Sakib  |
| 1. Twenty20 | Mahedi Hasan        |
| 2. Twenty20 | –                   |
| 3. Twenty20 | Mitchell Santner    |